# Donald Charles Cameron (Politiker, 1879)

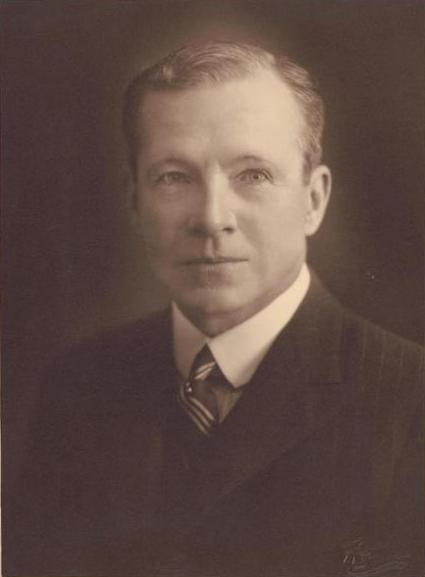
Donald Charles Cameron

Sir Donald Charles Cameron KCMG DSO (* 19. November 1879 in Brisbane; † 19. November 1960 ebenda) war ein australischer Offizier, Politiker der Nationalist Party of Australia und Mitglied des Parlaments.

## Biografie
Cameron war der Sohn von John Cameron (1847–1914) aus Britisch-Guayana (heute Guyana) und Sarah Annie, geborene Lodge, aus New South Wales.
Er besuchte die Schule in Toowoomba und in seiner Geburtsstadt und arbeitete danach als Angestellter bei der Queensland Meat Export and Agency Co., wo sein Vater zu dieser Zeit Direktor war. 1899 ging er nach Europa und danach nach Asien, wo er sich während des Boxeraufstands in China einem US-amerikanischen Infanterieregiment anschloss. 1901 trat er in die Australian Army ein und diente im Südafrikanischen Krieg.
Von 1902 bis 1914 führte er mit seinen Brüdern den Familienbetrieb Kensington Downs. Am 18. Februar 1914 heiratete er Evelyn Stella Jardine, eine Enkelin John Jardines (1807–1874) und trat während des Ersten Weltkriegs der Australian Imperial Force bei, wo er zuletzt den Dienstgrad Lieutenant Colonel innehatte. Für den Dienst im Palästinafeldzug wurde er mit dem Distinguished Service Order und dem Nil-Orden ausgezeichnet und zum Companion des Order of St. Michael and St. George ernannt.
1919 gewann er die Wahl für den Sitz des Wahlkreises Brisbane im australischen Repräsentantenhaus, den er bis zu seiner gesundheitlich bedingten Zurruhesetzung im Jahr 1931 innehatte. 1932 wurde er zum Knight Commander des Order of St. Michael and St. George ernannt.
Von 1934 bis 1937 war er Mitglied des Wahlkreises Lilley im Repräsentantenhaus und kandidierte 1937 bei den Senatswahlen, wo er überstimmt wurde. Während des Zweiten Weltkrieges war er Chairman des Rekrutierunggremiums der Royal Australian Air Force für New South Wales.